# Les Derniers Hommes (roman)
Ne doit pas être confondu avec Les Derniers Hommes (film).
Les Derniers Hommes est un roman de science-fiction de Pierre Bordage.

## Conditions de la publication
Le récit a été publié initialement sous forme de six épisodes mensuels dans la collection Librio :
1. Le Peuple de l'eau (décembre 1999)
2. Le Cinquième ange (janvier 2000)
3. Les Légions de l'apocalypse (février 2000)
4. Les Chemins du secret (mars 2000)
5. Les Douze tribus (avril 2000)
6. Le Dernier jugement (mai 2000)

Le roman est ensuite réédité chez J'ai lu broché en 2002  (ISBN 2-290-31875-2), puis en édition de poche en 2005  (ISBN 2-290-32495-7).
Il y a une nouvelle réédition chez Au Diable Vauvert en 2010, disponible également au format électronique ePub.

## Résumé
Un siècle après la Troisième Guerre mondiale, qui a opposé le camp Indo-Arabo-Américain à l'alliance Paris-Moscou-Pékin, le monde est devenu invivable en raison des radiations nucléaires, des poisons déversés dans les rivières et les lacs, des animaux rendus dangereux par les manipulations génétiques et des armes robotisées toujours en service. Les humains sont pour la plupart devenus nomades et tentent de survivre dans cet environnement.
L'un de ces clans de nomades, celui des aquariotes, parcourt l'Europe de l'Oural à la côte atlantique française en cherchant l'eau potable, ce trésor inestimable, afin de le troquer avec les autres tribus au cours de son périple. Parmi eux vivent Solman et Raïma, qui pressentent l'arrivée de l'Apocalypse décrite dans la Bible.

## Thèmes
- La vie nomade
- Les armes biologiques / chimiques / génétiques
- La Bible (Le jardin d'Éden, les douze tribus d'Israël, l'Apocalypse selon St Jean)

## Clans et personnages
- Aquariotes : Chercheurs d'eau. Se déplacent à bord de camions roulant au gaz. Leur aire de migration va du Pays basque espagnol à l'Ukraine.  
  - Solman : jeune homme boiteux, "donneur" (capable de lire dans les pensées et d'avoir des prémonitions). Ses parents, Piriq et Mirgwann, ont été assassinés lorsqu'il était enfant.
  - Raïma : guérisseuse atteinte de la transgénose, qui provoque des mutations anarchiques de son corps et de son esprit
  - Irwan, Orgwan, Lohiq, Gwenuver, Joïnner et Katwrinn : "pères" et "mères" (dirigeants) du peuple Aquariote
  - Chak et Moram : chauffeurs de camion
  - Helaïnn l'ancienne et Hora : sourcières
  - Glenn/Jean (voir Jean (apôtre)) : jeune orphelin sauvé par Solman et adopté par Raïma
- Slangs : Troqueurs d'armes. Leur aire de migration couvre toute l'Europe de l'est. 
  - ErHat : "Père" du peuple Slang
- Albains : Originaires d'Albanie, ils cloîtrent leurs femmes et leurs filles à l'abri du regard des autres. Ils se déplacent à bord de camions solaires et troquent du Kaoua, une boisson alcoolisée. 
  - Ismahil/Ibrahim : scientifique rescapé de la catastrophe, se fait passer pour un Albain.
  - Kadija : "Sainte" recueillie par Ismahil, se fait passer pour une Albaine.
- Scorpiotes : Originaires d'Écosse, vivant en Lettonie, ils sont dotés d'étranges capacités à cause d'une exposition aux radiations nucléaires. On ne sait pas ce qu'ils troquent mais ils louent parfois leurs services comme tueurs à gages. 
  - Wolf/Caïn (voir Caïn dans la Bible)
- Sheulns : Intégristes du retour à la nature, se déplacent le long du littoral des Pays-Bas. Troquent des produits agricoles.
- Lanx : Se déplacent en véhicules terrestres à voile. Troquent du sel.
- Ariotes : Parcourent l'Espagne désertique en chars à bœufs ou à chevaux. Troquent des produits venus de la chasse.
- Léotes : Pauvres, troquent des pierres précieuses et de l'or, qui n'ont plus beaucoup de valeur
- Virgotes : Éleveurs et dresseurs de chiens
- Kuoms : Fanatiques religieux
- Bakous : Prêtres errants, nus et mutilés
- Sadhus : équivalents des Bakous en Asie
- Arges : Geôliers en Transylvanie
- Capriotes : Troquent des matériaux
- Cromagnons : Tribus cannibales